# Коверзнев, Константин Леонидович
Константин Леонидович Коверзнев (укр. Коверзнєв Костянтин Леонідович, род. 10 января 1975 г. в Киеве) — украинский поэт, литературный критик, журналист, лауреат международной литературной премии для молодых литераторов «Гранослов», член Национального Союза писателей Украины, член Национального Союза журналистов Украины.
Окончил филологический факультет Киевского национального университета им. Т. Г. Шевченко (украинское отделение).

## Творчество
Первые публикации появились в 1989 году в газете «Вечірний Київ», в 1990 году — в газете «Молода гвардія» появляется рассказ «Голодна осінь», посвящённый теме голода на Украине в 1932—1933 годах. В этот период автор также печатается в заводской многотиражке «Робітнича трибуна». В частности именно там появился рассказ «Перукарня». В 1990 году принимает участие в мероприятиях, которые проходили в рамках поэтического фестиваля «Золотий гомін».
После поступления в университет Коверзнев начинает сотрудничать как журналист с периодическими изданиями «Злагода», «Срібна Земля», «Україна молода». Позже становится редактором отдела в журнале «Україна». На время обучения в университете выпадает литературный дебют Коверезнева: в газете «Український оглядач» выходит подборка стихов «Напівглухий кут», а в журнале «Дзвін» появляется подборка — «Диван оснулих».
В 1995 году в литературной газете «Знак» появляется рассказ «Триніжок сну». В течение 1995—1999 годов поэт выпускает три сборника в самиздате «Мандри», «Невблаганний оптимізм» и «Живосрібло во хресті».
Издательство «Гранослов» выпускает печатный сборник поэзии «Немає жалю». В 1998 году принимает участие в коллективном сборнике «Шлях на Говерлу» (Сичеслав).
Коверзнев активно печатается в литературной периодике: в частности, в журналах «Дзвін», «Український засів», «Київ», «Сучасність», «Кур’єр Кривбасу», «Світо-вид», «Підземний перехід», «Робот», «Українські проблеми», «Україна» в альманахе «Боян», антологиях «Початки», «Антологія української поезії другої половини XX століття», газетах «Слово Просвіти», «Без цензури», «Українська газета», «Українська мова та література», «Робітнича газета», «Молодь України», «Київ сьогодні».
В 2002 году издательский центр «Просвита» издаёт книгу «Наше прощання (Рефрени та сантименти)».
Первые публикации и книги Константина Коверзнева были высоко оценены критиками. Позитивные отзывы, в своё время, обнародовали Сергей Квит, Богдан Бойчук, Павел Мовчан, Виктор Кордун, Станислав Вышенский, Андрей Пидпалый, Юрий Бедрик, Анатолий Кравченко-Русив, Мыкола Мирошниченко, Алексей Синченко и другие. Среди литературоведов даже появился термин «неоавангардизм», обозначающий ту поэтическую стилистику, которой придерживается поэт.
Начиная с 2004 года, дважды в журнале «Слово і час» появлялись научные статьи Андрея Пидпалого, в которых анализировались произведения Коверзнева с точки зрения структуралистического метода. А в новом двухтомнике «Літературознавчої енциклопедії» (Издательский центр Академия, 2007 год) статья о верлибре проиллюстрирована примером из первой книги Коверзнева «Немає жалю».
Ряд поэзий Константина Коверзнева были переведены на английский и армянский языки.

## Карьера
После окончания университета Константин Коверзнев работает в различных СМИ литредактором, журналистом, ответственным секретарём, шеф-редактором газеты, основал портал об искусстве MузаUA.

## Поэтические сборники
- «Немає Жалю» (1998)
- «Наше прощання (Рефрени та сантименти)» (2002)
- «Телескопи» (2007)